# Kātyāyana
Kātyāyana, o Mahākātyāyana (in sanscrito e in pali: Kaccāna, Mahākaccāna o Mahākaccāyana; fl. VI secolo a.C.), è stato un discepolo di Gautama Buddha.
È elencato tra i suoi dieci principali discepoli ed era noto per la sua esposizione del Dharma.
Nel buddismo tailandese, è anche conosciuto come Phra Sangkajai e spesso ritratto come estremamente corpulento.

## Vita
Kātyāyana nacque da una famiglia di bramini nella città di Ujjayini (Ujjain) e ricevette un'educazione braminica classica, che includeva lo studio dei Veda. Studiò assiduamente sotto Asita, che aveva predetto che il principe Siddharta sarebbe diventato un cakravartin, un grande sovrano mondano o un Buddha. Kātyāyana era un consigliere religioso del re Candappajjota, sovrano dello stato di Avanti.
Su richiesta del re, Kātyāyana partì con un gruppo di sette amici per fare visita al Buddha a Sravasti, e raggiunse l'illuminazione ascoltandolo mentre predicava. Fu ordinato e operò numerose conversioni ad Avanti.
Nella Madhura Sutta, il re Avantiputta di Madhurā si avvicinò a Kātyāyana qualche tempo dopo il Parinirvāṇa del Buddha con una domanda relativa alle pretese di superiorità del bramino a causa della loro casta. Kātyāyana sottolinea che la ricchezza conferisce potere alle persone indipendentemente dalla casta e che i bramini sperimentano gli stessi risultati di una condotta buona o cattiva allo stesso modo di quelli di altre caste.

### Vite precedenti
Nell'epoca del Buddha Padmottara, Kātyāyana prese la decisione di raggiungere la grandezza dopo aver ascoltato le lodi di un altro monaco che condivideva il suo nome. In questa vita, era un vidyādhara e offrì al Buddha tre fiori di kanikāra. Dopo aver costruito una capanna a forma di loto e averla chiamata Paduma (in pali lett. "loto"), divenne un re di nome Pabhassara dopo trenta kalpa.
Si dice anche che fosse stato un vidyādhara ai tempi del Sumedha Buddha .
Al tempo del Buddha Kāsyapa era un capofamiglia di Benares. Offrì un mattone d'oro a un caitiya che ospitava i resti del Buddha e fece un voto che in futuro il suo corpo avrebbe avuto una carnagione dorata.

### Soreyya
Vi è un famoso "incidente" riportato nel versetto 43 del commentario di Dhammapada in cui un uomo di nome Soreyya stava viaggiando con un amico e si accorse che Kātyāyana si stava aggiustando le vesti. Vedendo la sua carnagione dorata, Soreyya iniziò a fantasticare sul fatto che Kātyāyana dovesse diventare sua moglie o che la carnagione di sua moglie dovesse essere come quella di Kātyāyana. A causa della natura di questo pensiero, si trasformò in una donna. Sposò un uomo ricco di Taxila e gli diede due figli.
Soreyya in seguito si avvicinò a Kātyāyana e spiegò la situazione, scusandosi per la sua cattiva condotta nel pensiero. Kātyāyana accettò le sue scuse, grazie alle quali Soreyya riacquistò la sua forma maschile.

### Vassakara
Un'altra storia racconta l'incidente di un uomo di nome Vassakāra, ministro del re Ajātaśatru. Dopo aver visto Kātyāyana scendere dal monte Gridhrakūta, Vassakāra affermò che sembrava una scimmia. Il Buddha lo avvertì che, a causa della sua affermazione, sarebbe rinato come una scimmia a Veṇuvana Per precauzione, Vassakāra rifornì quell'area di alberi da frutto e dopo la morte rinacque come aveva predetto il Buddha.

## Testi attribuiti
La tradizione attribuisce a Katyāyana la paternità di due testi canonici del tardo Pāli:
- Il Nettipakarana, un commento sulla dottrina buddista
- Il Peṭakopadesa, un trattato sulla metodologia esegetica.

Tuttavia, è possibile che questi testi siano stati composti da una scuola che discende da lui. La tradizione associa il suo nome a una comunità buddista di Avanti, la regione che si ritiene sia stata l'origine del Canone Pāli.
La tradizione sostiene anche che Mahākātyāyana fosse l'autore dei versetti 494-501 del Theragāthā, dove dà consigli ai meditatori.

## Letteratura

### NelSutra del Loto
Nel capitolo 3 del Sutra del Loto intitolato "Simile e parabola", Mahākātyāyana è uno dei quattro discepoli a comprendere l'intenzione del Buddha nel suo sermone.
Nel capitolo 6 intitolato "Conferimento della profezia", il Buddha conferisce profezie di illuminazione ai discepoli Mahākāśyapa, Subhūti, Mahākātyāyana e Maudgalyāyana. Viene predetto che Mahākātyāyana diventerà un Buddha chiamato Jāmbūnadābhāsa.

### Kātyāyanavavāda
Nāgārjuna cita un testo che chiama Kātyāyanavavāda ("Consiglio a Kātyāyana") nel suo Mūlamadhyamakakārikā (15.7). Questo testo sembra essere stato un parallelo in sanscrito del Pāli Kaccānagotta Sutta .